# سمنون بن حمزة
أبو الحسن سمنون بن حمزة الخواص، أحد علماء أهل السنة والجماعة ومن أعلام التصوف السني في القرن الثالث الهجري لُقب بـ «سمنون المحبّ» لأنه كان ينسج غزلياته وينظم محبته لله تعالى، وكان يسمّي نفسه بـ «سمنون الكذاب» لقوله «فليس لي في سواك حظ، فكيفما شئت فامتحني» فابتُلي بعسر البول فكان يطوف على المكاتب ويقول للصبيان: «ادعوا لعمكم الكذّاب».
أصله من البصرة في العراق وعاش في بغداد، صحب السري السقطي وأبا أحمد القلانسي ومحمد بن علي القصاب، وكان ورده في كل يوم وليلة خمسمائة ركعة. توفي في بغداد سنة 298 هـ ودٌفن في المقبرة الشونيزية.